# Рига (Нью-Йорк)
Рига (англ. Riga) — місто (англ. town) в США, в окрузі Монро штату Нью-Йорк. Населення — 5586 осіб (2020).

## Демографія
Згідно з переписом 2010 року, у місті мешкало 5590 осіб у 2152 домогосподарствах у складі 1544 родин. Було 2232 помешкання
Расовий склад населення:
| - 95,9 % — білих - 1,3 % — чорних або афроамериканців - 0,8 % — азіатів - 0,2 % — корінних американців - 0,1 % — вихідців з тихоокеанських островів |

До двох чи більше рас належало 1,1 %. Частка іспаномовних становила 2,2 % від усіх жителів.
За віковим діапазоном населення розподілялося таким чином: 22,4 % — особи молодші 18 років, 64,7 % — особи у віці 18—64 років, 12,9 % — особи у віці 65 років та старші. Медіана віку мешканця становила 43,7 року. На 100 осіб жіночої статі у місті припадало 98,6 чоловіків;  на 100 жінок у віці від 18 років та старших — 96,1 чоловіків також старших 18 років.
Середній дохід на одне домашнє господарство  становив 79 682 долари США (медіана — 68 430), а середній дохід на одну сім'ю — 90 460 доларів (медіана — 79 936). Медіана доходів становила 52 018 доларів для чоловіків та 40 573 долари для жінок. За межею бідності перебувало 7,2 % осіб, у тому числі 13,6 % дітей у віці до 18 років та 5,4 % осіб у віці 65 років та старших.
Цивільне працевлаштоване населення становило 2997 осіб. Основні галузі зайнятості: освіта, охорона здоров'я та соціальна допомога — 30,9 %, виробництво — 13,7 %, мистецтво, розваги та відпочинок — 11,4 %.